# Saverio Fossati
Saverio Fossati (Milano, 15 ottobre 1960) è un giornalista italiano.

## Biografia
Nato a Milano, dove vive, dopo essersi laureato in giurisprudenza e un biennio in cui ha lavorato in una banca dati tributaria, ha iniziato, nel 1987, la sua carriera giornalistica.

### Quotidiani e periodici
Ha collaborato a diverse testate e periodici tra cui: Il Corriere della Sera, Il Mondo, Club 3, Il Giorno, La Voce, MF, Italia Oggi, Gente Money, Case di Class, Case & Country, Dove.
Nel periodo dal 1992 al 2000 diviene il direttore scientifico del mensile Immobili & Proprietà.
Nel 1994 per Gente Money cura il coordinamento delle sezioni Immobili, Fisco e le rubriche dello “Sportello”.
Dal dicembre 1998 diviene giornalista de Sole 24 Ore dove si occupa di materie fiscali e immobiliari e dove è vice Capo Servizio.
Nel 2008 partecipa alla nascita nuovo mensile “IL” del gruppo Sole 24 Ore e dal 2015 al 2022 è il responsabile del quotidiano digitale del Sole 24 Ore su condominio e locazioni.
Dal 2020 al 2022 coordina tutte le pagine, gli inserti e le guide dedicate al superbonus del 110% sul Sole 24 Ore. Dal novembre 2022 lascia il gruppo.
Ha fatto parte dal 2008 al 2012 del consiglio generale dell'Inpgi e nel 2009 è stato consulente del CdA dell'Inpgi.
Sulle sue note biografiche, si legge, come in una lettera, l'ex direttore de Il Sole 24 ore, Ferruccio de Bortoli, lo avesse definito uno dei massimi esperti di immobiliare in Italia.

### TV

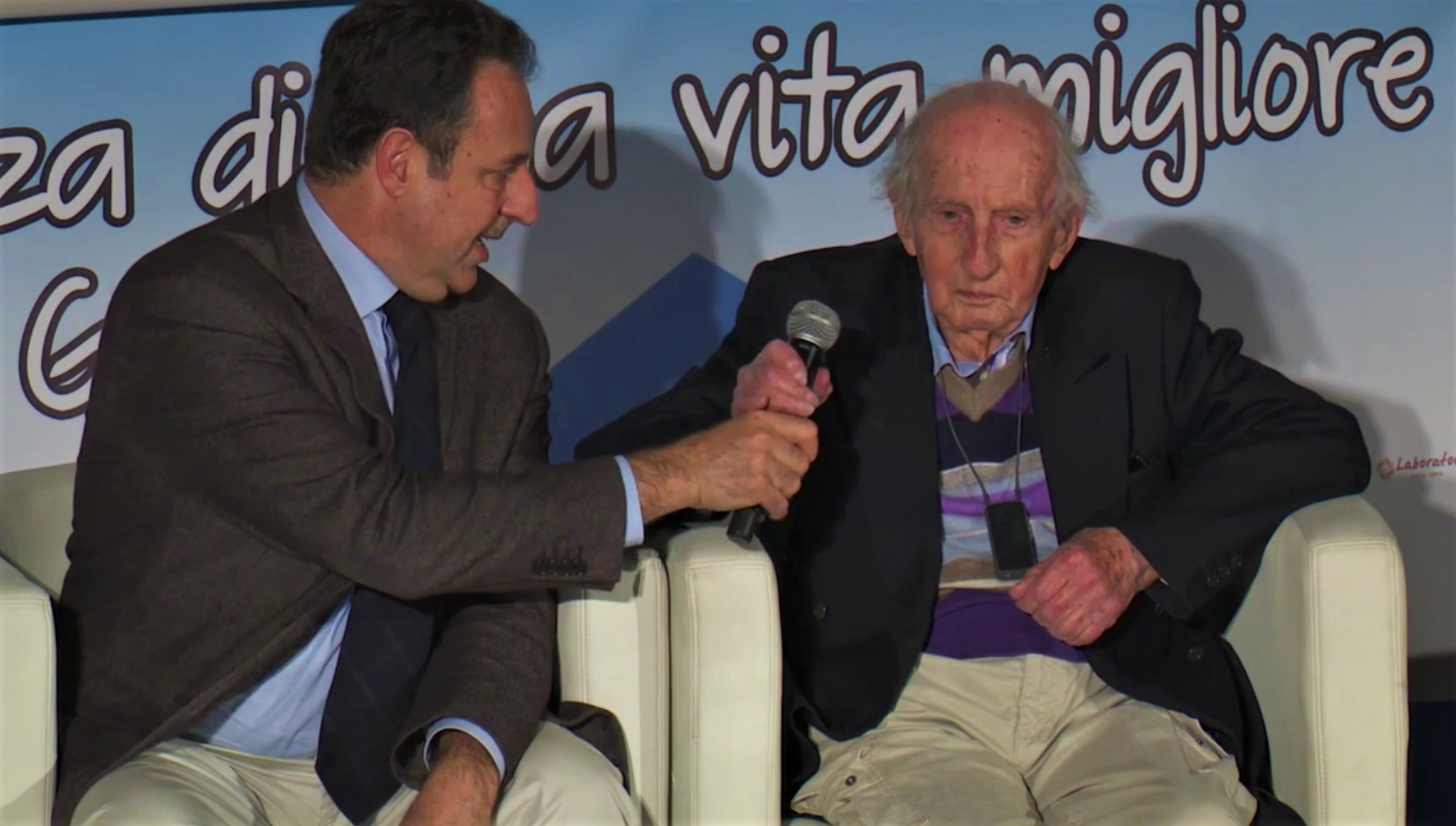
Saverio Fossati e Eugenio Carmi a Genova, 6 novembre 2015 «Nelle case la speranza di una vita migliore sotto il cielo di Genova» Laboratorio delle Idee

Numerose le sue partecipazioni televisive, ospite, come esperto in trasmissioni su Sat 2000 (2000), Telenova (tra il 1993 e il 1996) e Canale 5 (1991).
Come esperto e consulente nel settore immobiliare, ha partecipato a programmi e trasmissioni televisive, tra cui:
- Rai 1 Speciale TG1  (nel 2007), Uno mattina (tre trasmissioni nel 2009, una nel 2011 e una nel 2016), La vita in diretta (una trasmissione nel 2013), Unomattina Verde (una trasmissione nel 2014)
- Rai2 Italia sul 2 (tre trasmissioni nel 2012)
- Rai 3 Cominciamo bene (sei trasmissioni tra il 2006 e il 2010), Ballarò (tre trasmissioni tra il 2008 e il 2009 e una nel 2012), Mi manda Rai3 (due trasmissioni nel 2006, una nel 2013, una nel 2014, due nel 2015, due nel 2016, due nel 2017), Report (una trasmissione nel 2011), Fuori Tg (due trasmissioni nel 2012, due nel 2013, tre nel 2014, due nel 2015, due nel 2016, due nel 2017 e una nel 2018)
- Rainews 24 L'economia (una trasmissione nel 2011, sette nel 2012 e tre nel 2013)
- La 7 Coffee break (una trasmissione nel 2011 e una nel 2012), L'aria che Tira (una trasmissione nel 2012), Di Martedì (una trasmissione nel 2015)
- Canale5 Mattino 5 (due trasmissioni nel 2013 e una nel 2014)
- TGcom24 (una trasmissione nel 2012, una nel 2013, due nel 2014, una nel 2015)
- Sky Tv SkyTg24 (due trasmissioni nel 2012, quattro nel 2013, tre nel 2014, una nel 2015)
- Telereporter Sos Reporter (una trasmissione nel 2011)
- Tv2000 Siamo noi (una trasmissione nel 2015 e una nel 2018) e Attenti al lupo (due trasmissioni nel 2015)
- Telelombardia Forte e chiaro  (una trasmissione nel 2016)

### Radio
Come esperto del settore immobiliare ha preso parte e è intervenuto in Radio 24 nelle trasmissioni Salvadanaio e Cuori e denari e molte altre trasmissioni radiofoniche.

## Opere
- Il fisco in tasca (cap. V), Milano, Il Sole 24 Ore Libri, 1992,1993,1994.
- Le locazioni, Milano, Sperling & Kupfer, 1996, ISBN 978-88-200-2159-7.
- Annuario Italiano dell'edilizia, Milano, Giuffré editore, 1994, ISBN 978-88-14-04531-8.
- Comprar casa senza farsi imbrogliare, Milano, Franco Angeli, 1995, ISBN 978-88-464-3836-2.
- Tutte le tasse su case e terreni (cap. I e IV), Milano, Il Sole 24 Ore Libri, 1995.
- Guida facile alle locazioni, Milano, Sperling & Kupfer, 1996, ISBN 978-88-200-2159-7.
- Pianeta Casa, Milano, Credito Italiano, 1996, 1997, 1998, 1999, 2001, 2005.
- Casa senza problemi, Milano, Franco Angeli, 1997, ISBN 978-88-464-0145-8.
- Traguardo Casa, Milano, Banco Ambroveneto, 1997, 1998, 1999, 2000, 2001.
- La casa, Milano, Il Sole 24 Ore, 2008.
- Tuttocondominio, Milano, Il Sole 24 Ore, 2011.
- Il condominio, Milano, Il Sole 24 Ore, 2012.
- La riforma del condominio, Milano, Il Sole 24 Ore, 2012.
- Il dizionario del condominio, Milano, Il Sole 24 Ore, 2014.